# Большой желтохохлый какаду
Большой желтохохлый какаду (лат. Cacatua galerita, син. Plyctolophus galeritus) — птица семейства какаду.

## Внешний вид
Один из наиболее крупных представителей семейства. Длина тела 48—55 см, крыла 29,5—39 см; масса самца 810—920 г, самки 845—975 г. Основная окраска оперения белая с желтоватым оттенком на нижней стороне рулевых и маховых перьев. Нижняя сторона хвостовых перьев жёлтая. Хохолок на голове из узких удлинённых перьев тоже жёлтого цвета. Неоперённая зона вокруг глаз белая. Клюв чёрно-серый. Лапы тёмно-серые. У самца радужка чёрная, у самки — красно-коричневая.

## Распространение
Обитает на Новой Гвинее и прилегающих островах, на востоке и севере Австралии, на островах Тасмания и Кенгуру. Вид встречается и за пределами природного ареала: так, большой желтохохлый какаду, будучи непреднамеренно интродуцирован, прижился в Новой Зеландии, на Палау, на восточных Молуккских островах Серам и Кей, в Сингапуре.

## Образ жизни
Большие желтохохлые какаду населяют пальмовые и эвкалиптовые леса, парки, сады, поля и саванны с одиноко стоящими высокими деревьями, обязательно недалеко от воды. В стае обычно насчитывается 60—80 птиц. Очень любят купаться под дождём. Ночуют на высоких деревьях. Наиболее активны рано утром и к вечеру. На рассвете летают к ближайшему источнику воды. В жаркую погоду проводят время в тени деревьев, так как отлично по ним лазают.
В сравнении с другими видами какаду, проживающими в Австралии, большого желтохохлого какаду нельзя назвать хорошим летуном, по крайней мере на длинные дистанции. В способности летать уступает всем подвидам чёрных какаду, что обусловлено более длинным оперением крыльев и хвоста последних, а также таким мелким видам, как розовые, малые и длинноклювые какаду, которые могут лететь долгое время, совершая равномерно сильные и энергичные взмахи. Большой желтохохлый какаду летает неуверенно, делая несинхронные взмахи, то есть один взмах, затем последовательно еще два, после этого парит. Нередко подобная последовательность повторяется снова и снова, с разной периодичностью. Однако это касается полёта на длинные дистанции. Когда же речь идет о полётах с дерева на дерево или на другие ближайшие объекты, картина радикально меняется. Здесь большие желтохохлые какаду — непревзойденные асы. Они способны демонстрировать поразительные манёвры. К примеру, могут летать боком, вдоль с резкими переворотами и т. д. Особую эффектность придаёт их трюкам разворачиваемый в кульминационный момент огромный ярко-желтый хохол. Когда какаду пролетает над автострадой, пролегающей между высокими деревьями, зрелище производит сильное впечатление: кажется, птица вот-вот зацепится за автотранспорт, проносящийся по трассе.
Голос большого желтохохлого какаду заслуживает отдельного внимания. Почему-то считается, что эти попугаи могут только издавать пронзительные крики. Однако на самом деле в их «лексиконе» есть огромное количество звуков, далеко не всегда резких. Это и поскуливание при ухаживании, и мяуканье во время общения, и как бы шипящее бормотание… В общем, для каждого случая — своя тональность и громкость. Но, как правило, резкие крики во время полета (как бы для переклички) западают в память наблюдателей более всего. Такой голос слышен на больших расстояниях. Могут также издавать свистящие и булькающие звуки.
Первую половину дня проводят в поисках корма, жаркую же послеобеденную часть дремлют в густой листве деревьев. Ближе к вечеру снова активизируются и летят «пастись» на луга и газоны. Кормятся в основном на деревьях, иногда на земле. На кормовых деревьях могут собираться в большие стаи (до нескольких сотен). Основу питания составляют плоды, орехи (сосновые), почки, соцветия, ягоды, цветы, семена и корни трав, мелкие насекомые и их личинки. В некоторых сельскохозяйственных районах эти птицы могут досаждать фермерам налетами на поля. Но большая же часть популяции, проживающая в лесных районах, вполне обходится питанием всевозможными плодами, орехами и почками растений, основным же лакомством для них являются сердцевина и нежные ростки травы. В конце дня большие желтохохлые какаду собираются на полянах и лужайках (в городах — на газонах в парках) и, подобно травоядным, часами щиплют траву.

## Размножение
Гнёзда устраивают в дуплах высоких деревьев (предпочитают эвкалипт), растущих около воды. Гнездо находится на высоте 3,5—30 м. При нехватке подходящих деревьев могут гнездиться в щелях утёсов. В строительстве гнезда принимают участие оба родителя. В кладке 1—2 яйца. Днём яйца насиживают оба родителя, в ночные часы — только самка. Самец в это время ночует вблизи входа в гнездо. Через 30 дней насиживания выводятся птенцы. Они проводят в гнезде 10—12 недель, а потом вылетают из него, но взрослые продолжают их подкармливать и опекать примерно 6 недель.

## Содержание
Эти попугаи пользуются большой популярностью среди любителей природы. Они быстро приручаются и сильно привязываются к человеку. Не обладают хорошей способностью к звукоподражанию, зато способны к различным трюкам, нередко их можно увидеть в цирковых представлениях. Продолжительность жизни до 50 лет.

## Классификация
Вид включает в себя 4 подвида:
- Cacatua galerita eleonora Finsch, 1863
- Cacatua galerita fitzroyi (Mathews, 1912)
- Cacatua galerita galerita (Latham, 1790)
- Тритоновый какаду (Cacatua galerita triton) Temminck, 1849

## Галерея

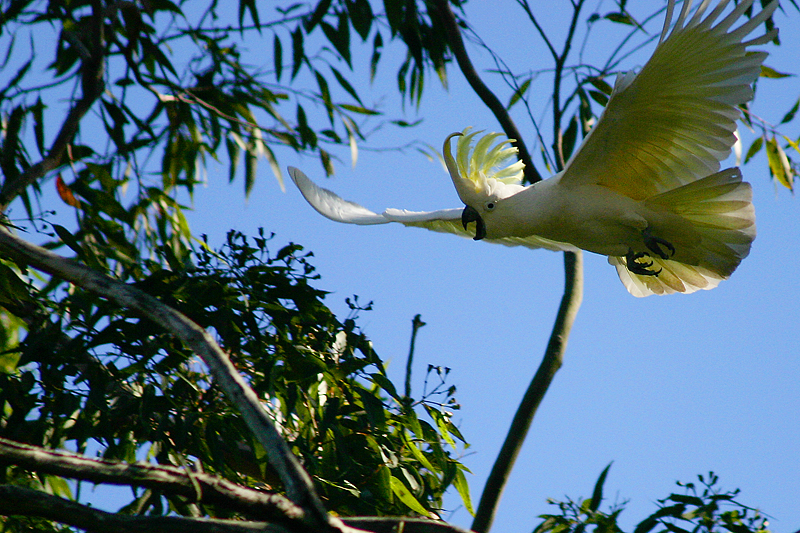
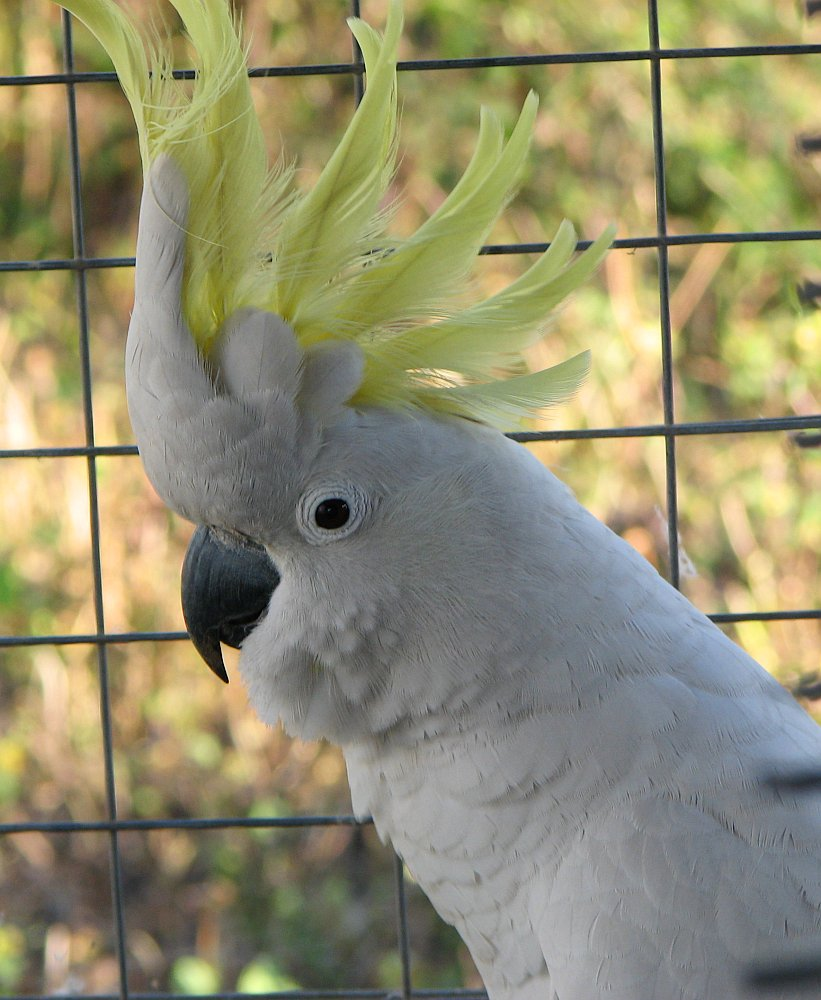
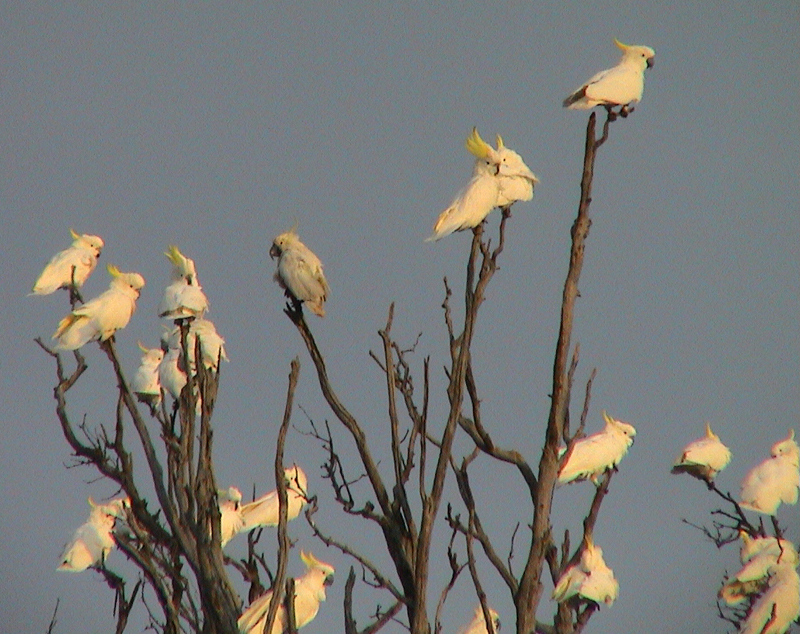
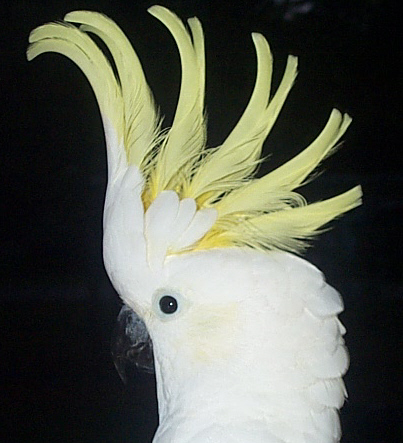
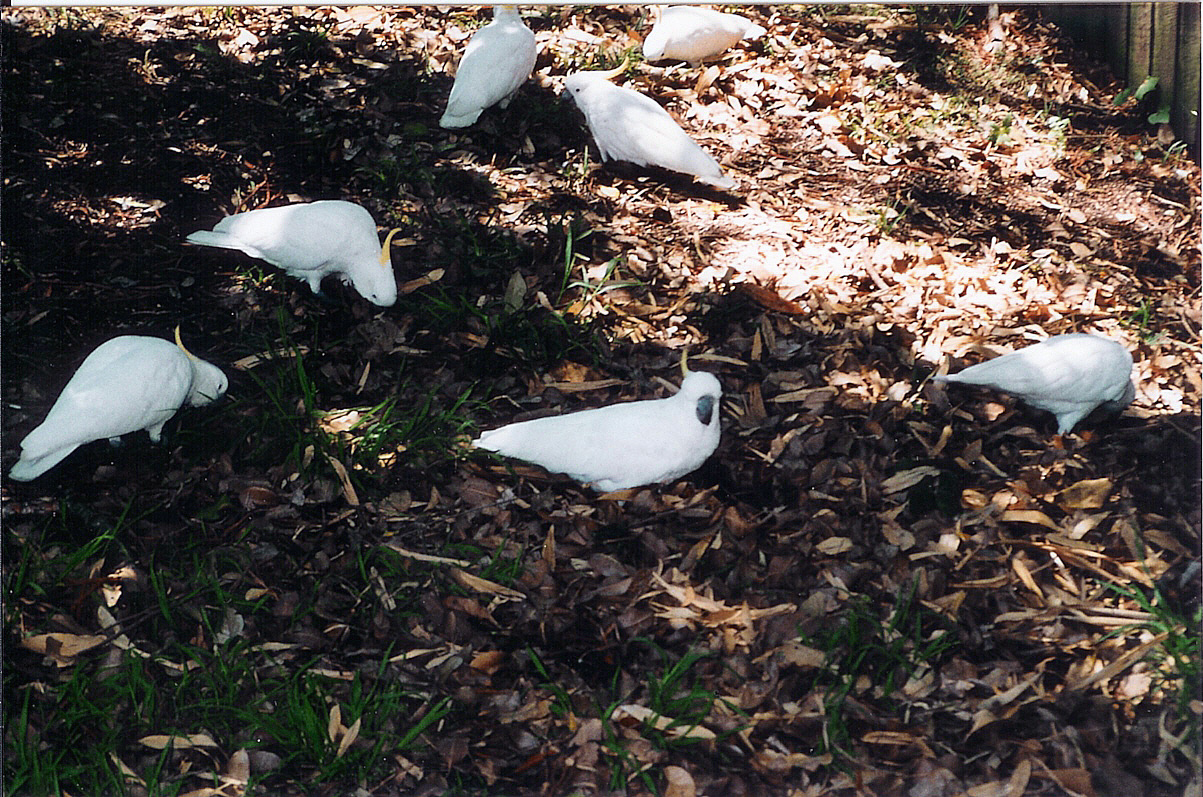
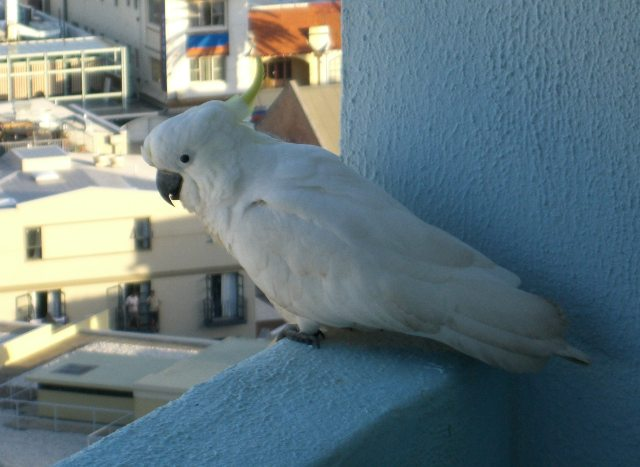
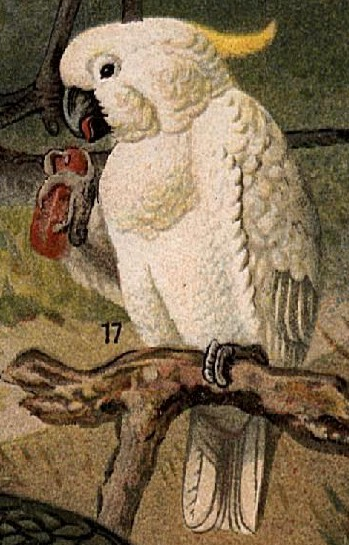